# 康復医学
康復医学（こうふくいがく）（rehabilitation medicine）とは、中国大陸において健康を回復する医学として、主に漢民族等によって発展させられた伝統的な健康回復方である。中国大陸伝統の康復医学の歴史は2000年以上前より脈々と続いてきたものであり、『黄帝内経』『難経』等にもその哲学的要素が用いられて書かれている。中国大陸において、『予防医学』・『治療医学』とならんでの第三の医学が『康復医学』である。中国の医科大学には各地域の気候や地域特性、自然や環境の違いを踏まえた実践医学としての康復法がある。

## 現在治療に用いられている康復医学等
- 伝統方薬
- 鍼灸方法
- 医療按摩と推拿
- 飲食調整
- 医療気功法
- 各種浴寮法
- 順応自然法
- 心理康復方法
- 非薬物方法
- 伝統康復看護学
- 中西結合康復方法（中西＝中医学と西洋医学）
- 民間療法康復方法

## 日本における康復医学
日本において康復医学は、按摩や鍼灸などの分野のみが紹介されることが多く、康復医学＝按摩・鍼灸と理解されがちである。
一部で気功や生薬を用いた康復法も広がりを見せている。